# Corbonod
Corbonod ist eine französische Gemeinde mit 1315 Einwohnern (Stand 1. Januar 2022) im  Département Ain in der Region Auvergne-Rhône-Alpes. Sie gehört zum Kanton Plateau d’Hauteville und zum Arrondissement Belley. Die Gemeindeverwaltung befindet sich im Ortsteil Gignez.

## Geographie
Corbonod liegt auf 350 m, oberhalb von Seyssel, etwa 16 Kilometer südlich der Stadt Bellegarde-sur-Valserine und 52 km ostsüdöstlich der Präfektur Bourg-en-Bresse (Luftlinie). Das Dorf erstreckt sich an aussichtsreicher Lage auf einem Plateau am Ostfuß des Jurakamms, der sich vom Grand Colombier nordwärts zum Crêt du Nu hinzieht, rund 100 m über dem Talboden der Rhone.
Die Fläche des 31,59 km² großen Gemeindegebiets umfasst einen Abschnitt des Rhônetals. Der östliche Gemeindeteil wird vom Plateau von Corbonod eingenommen, das auf durchschnittlich 350 m liegt. Es fällt gegen Osten mit einem Steilhang ab und wird durch die Täler kurzer Seitenbäche der Rhône untergliedert. Die östliche Grenze verläuft entlang der Rhône, die hier in einer offenen Talniederung von Norden nach Süden fließt. Unterhalb von Corbonod wird die Rhône durch eine Talsperre (Barrage de Seyssel) aufgestaut.
Nach Westen erstreckt sich das Gemeindeareal über den steilen und meist dicht bewaldeten Jurahang bis auf den anschließenden Kamm des Grand Colombier. Aus geologischer Sicht bildet dieser Kamm eine Antiklinale bestehend aus Sedimenten der oberen Jurazeit. Im Norden wird die Grenze durch das Erosionstal der Dorche markiert. Oberhalb von rund 1200 m erstrecken sich weite Hochflächen, die überwiegend als Bergweiden genutzt werden. Mit 1363 m wird im Bereich von Sur Lyand (Aussichtspunkt) die höchste Erhebung von Corbonod erreicht.
Zu Corbonod gehören neben dem eigentlichen Ort auch verschiedene Dörfer, Weiler und Gehöfte, darunter (geordnet von Norden nach Süden):
- Orbagnoux (420 m) südlich des Taleinschnitts der Dorche
- Puthier (410 m) auf dem Plateau am Jurafuß
- Siland (390 m) auf dem Plateau am Jurafuß
- Étranginaz (380 m) auf einem Geländevorsprung im Bereich des Vallon de la Combe
- Eilloux (300 m) am westlichen Talhang der Rhône
- Gignez (370 m) auf dem Plateau am Jurafuß, größtes Dorf der Gemeinde und Sitz der Gemeindeverwaltung
- Fontaine (390 m) auf dem Plateau am Jurafuß
- Charbonnière (430 m) am unteren Osthang des Grand Colombier

Nachbargemeinden von Corbonod sind Chanay im Norden Bassy, Seyssel (Haute-Savoie) und Seyssel (Ain) im Osten, Anglefort im Süden, Arvière-en-Valromey im Südwesten sowie Haut-Valromey  im Westen.

## Geschichte
Das Gemeindegebiet von Corbonod war bereits während der Römerzeit besiedelt, worauf verschiedene Funde hinweisen.
Im Mittelalter war Corbonod Teil der Herrschaft Seyssel, doch gab es auf dem heutigen Gemeindeboden auch Grundbesitz, der anderen Herrschaften gehörte. Mit dem Vertrag von Lyon gelangte das Dorf im Jahre 1601 an Frankreich.

### Bevölkerungsentwicklung
| Jahr                       | 1962 | 1968 | 1975 | 1982 | 1990 | 1999 | 2006 | 2014 | 2021 |
| Einwohner                  | 898  | 917  | 884  | 839  | 841  | 898  | 1079 | 1236 | 1296 |
| Quellen: Cassini und INSEE |      |      |      |      |      |      |      |      |      |

Mit 1315 Einwohnern (Stand 1. Januar 2022) gehört Corbonod zu den kleineren Gemeinden des Départements Ain. Nachdem die Einwohnerzahl in der ersten Hälfte des 20. Jahrhunderts deutlich abgenommen hatte, wurden seit Beginn der 1960er Jahre nur noch relativ geringe Schwankungen in der Bevölkerungszahl verzeichnet. Erst in den letzten Jahren erfolgte dank der attraktiven Lage wieder ein Bevölkerungswachstum.

## Sehenswürdigkeiten
Die Pfarrkirche Saint-Maurice in Corbonod wurde in gotischen Stilformen erbaut. Von 1721 stammt der damals vor dem Portal neu erbaute Glockenturm. In mehreren Dörfern sind charakteristische Ofenhäuser zu finden. Bei Siland befinden sich die Ruinen einer mittelalterlichen Burg.

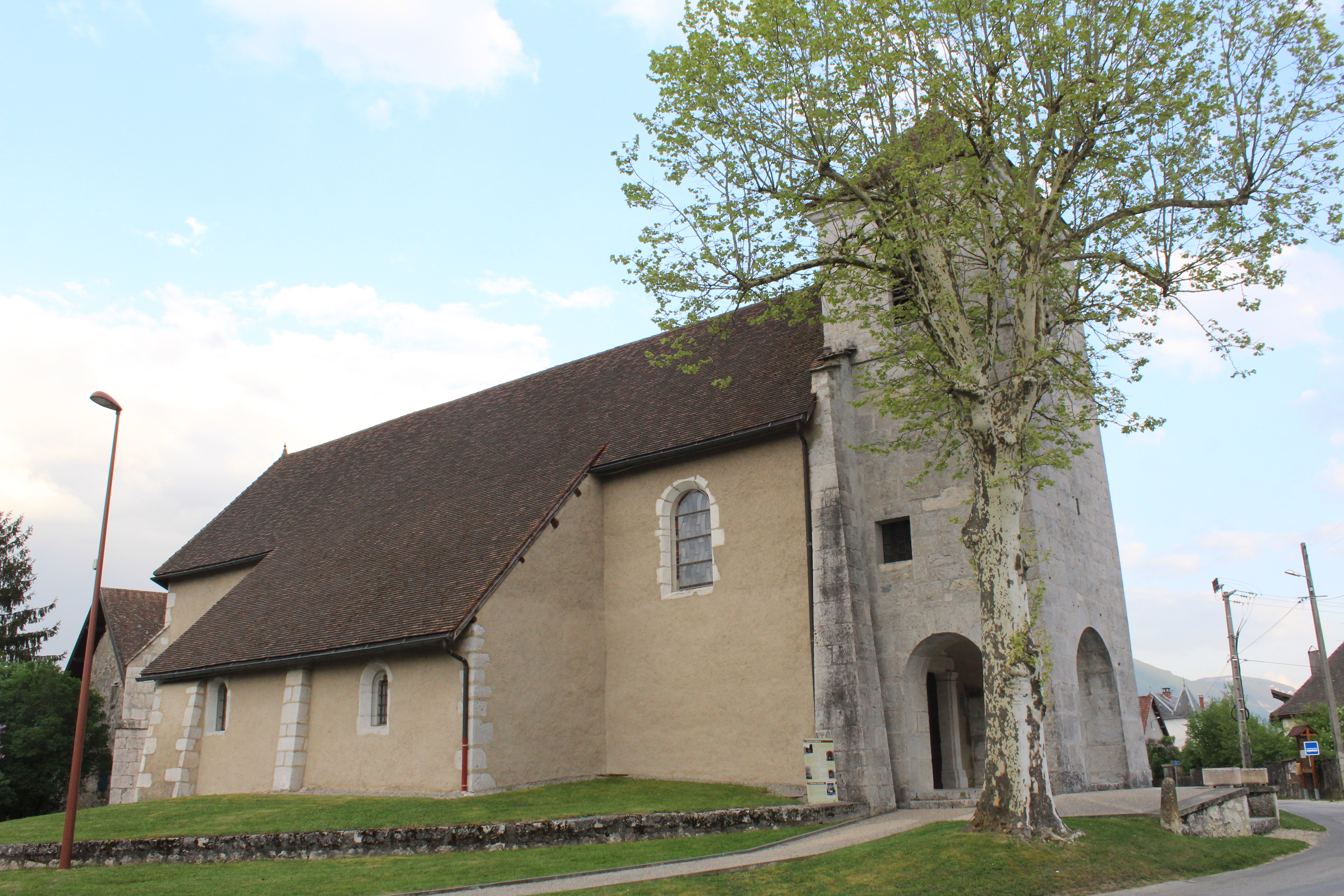
Kirche Saint-Maurice
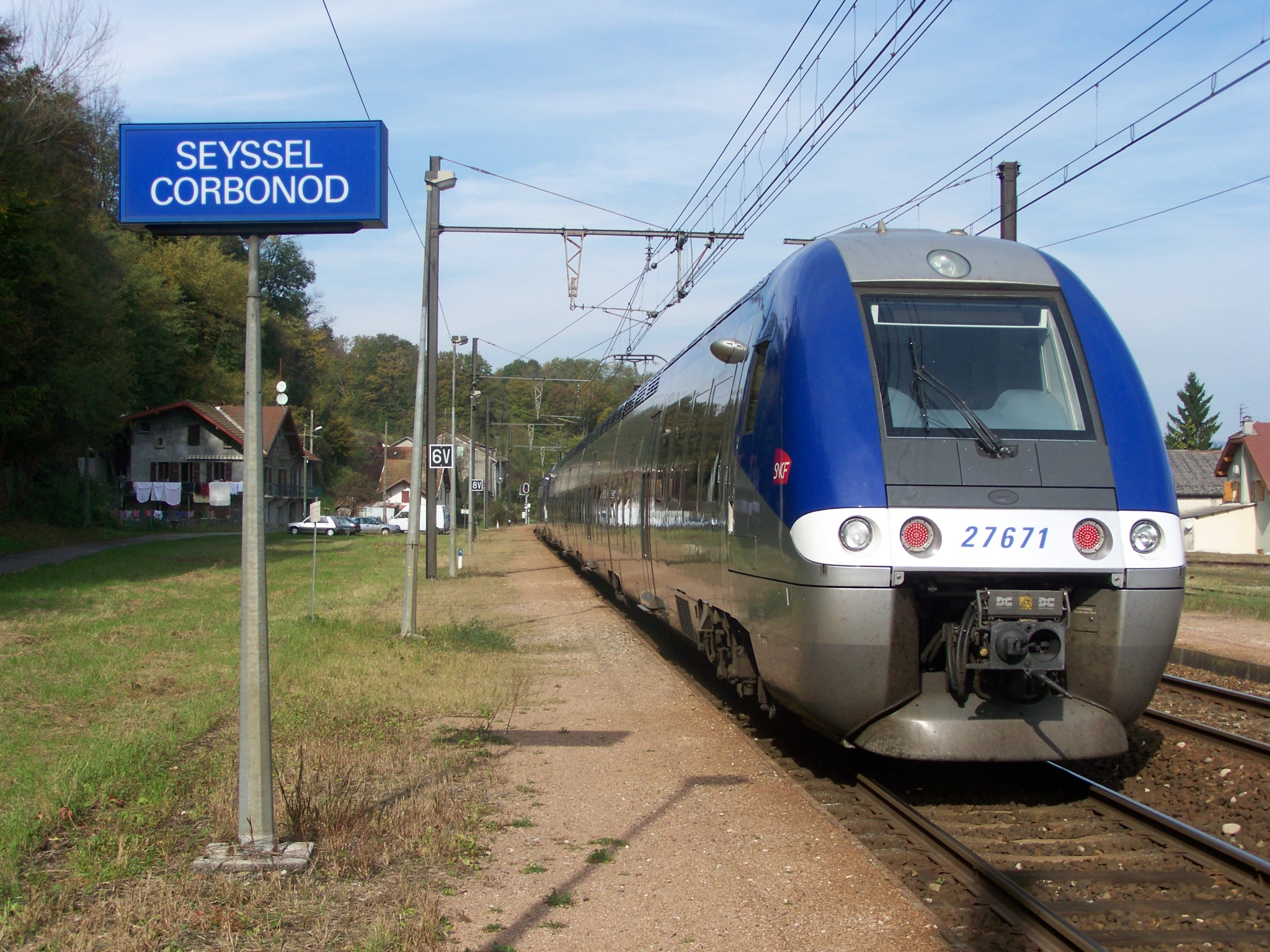
Haltepunkt Seyssel-Corbonod an der Bahnstrecke Lyon–Genève
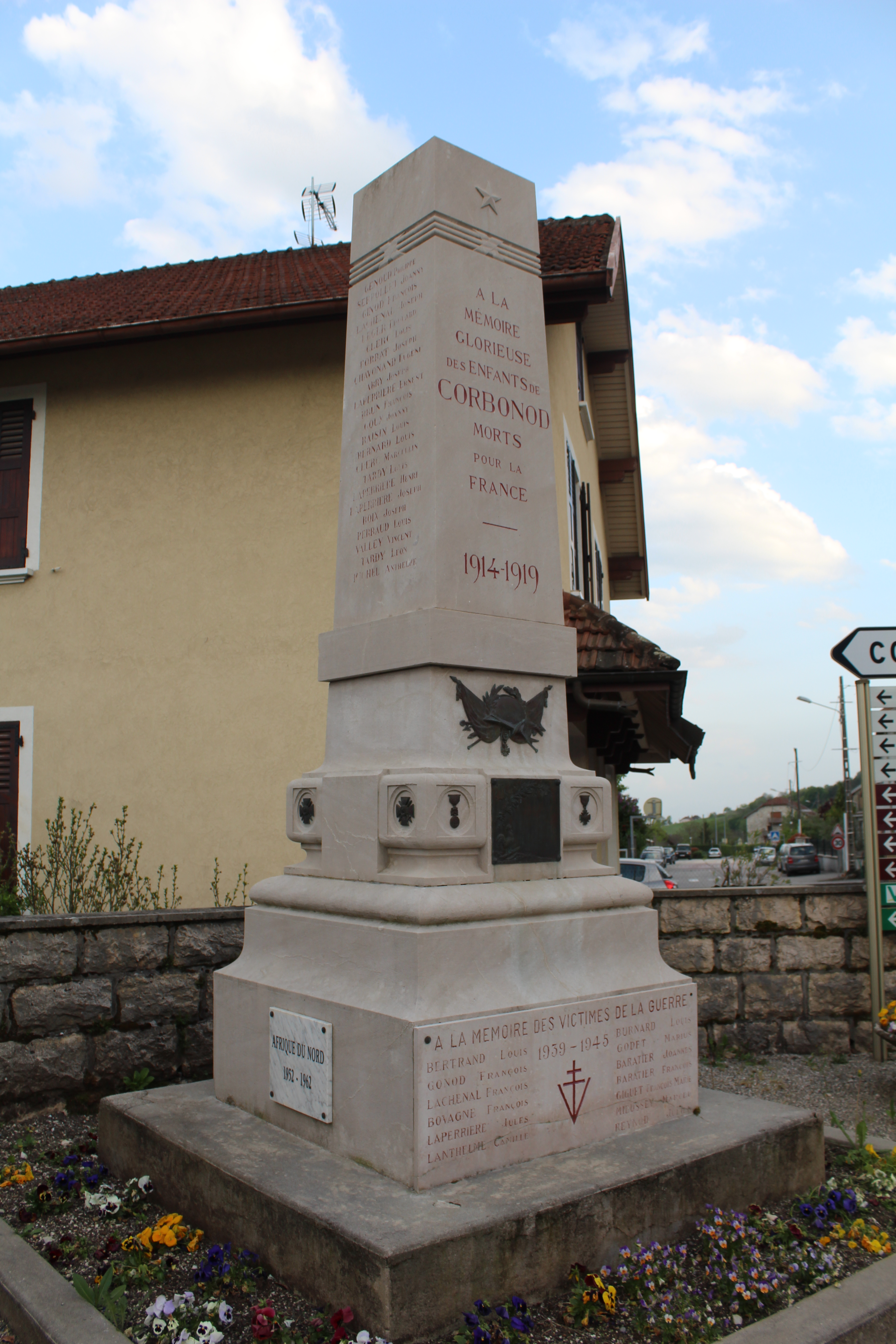
Gefallenendenkmal

## Wirtschaft und Infrastruktur
Corbonod war bis weit ins 20. Jahrhundert hinein ein vorwiegend durch die Landwirtschaft geprägtes Dorf. Noch heute spielt der Weinbau an den Hängen um Corbonod eine wichtige Rolle als Einnahmequelle der Einheimischen. Die Lagen gehören zu der seit 1942 geschützten Herkunftsbezeichnung Seyssel und werden vornehmlich zum Anbau der weißen Rebsorte Altesse benutzt, die für die Seyssel Stillweine vorgeschrieben ist. Von 23 landwirtschaftlichen Betrieben (Stand 2012) stellen Winzer den größten Teil. Daneben gibt es einige Betriebe des lokalen Kleingewerbes. Mittlerweile hat sich das Dorf auch zu einer Wohngemeinde gewandelt. Zahlreiche Erwerbstätige sind Pendler, die in den größeren Ortschaften der Umgebung ihrer Arbeit nachgehen.
Die Ortschaft ist verkehrsmäßig recht gut erschlossen. Sie liegt an der Departementsstraße D991, die von Seyssel nach Châtillon-en-Michaille führt. Weitere Straßenverbindungen bestehen mit Culoz und über den Col de la Biche mit Brénaz. Der nächste Anschluss an die Autobahn A40 befindet sich in einer Entfernung von rund 25 Kilometern.
Das in der Mine Orba abgebaute Schiefergestein wurde von 1964 bis 2011 in Reith bei Seefeld zu Ichthyol verarbeitet.
In Corbonod befindet sich eine staatliche école primaire (Grundschule mit eingegliederter Vorschule).